# Voskhod 2
Voskhod 2 foi a segunda nave espacial soviética enviada ao espaço pelo Programa Voskhod. O lançamento do veículo aconteceu no dia 18 de março de 1965, através do Cosmódromo de Baikonur. A missão foi a primeira a realizar uma atividade extraveicular , feita pelo cosmonauta Aleksei Leonov, na história da exploração espacial.
A nave espacial tinha as mesmas características estruturais da Voskhod 1, com um foguete de reentrada com combustível reserva, adicionada ao módulo da descida. O assento de ejeção foi removido e dois suportes foram adicionados no interior em ângulo de 90 graus. Uma cabine pressurizada inflável exterior foi adicionada ao módulo de descida do lado oposto à escotilha de entrada.

## Tripulação
| Posição    | Cosmonauta     |
| ---------- | -------------- |
| Comandante | Pavel Belyayev |
| Piloto     | Aleksei Leonov |

## Parâmetros da missão
- Massa: 5.682 kg
- Perigeu: 167 km
- Apogeu: 475 km
- Inclinação: 64.8º
- Período orbital: 90.9 min

## Missão
A missão foi histórica, pois marcou a primeira caminhada espacial de um ser humano na história da astronáutica, mas não ocorreu sem um percalço.. Leonov vestiu uma roupa especialmente preparada para a caminhada no espaço, enquanto Belyayev permaneceu na nave. Durante 12 min 9 s, Leonov ficou no espaço com um fino cabo ligando seu traje à nave. A 'caminhada' teve início quando a nave estava sobre o noroeste da África (perto do norte do Sudão e sul do Egito) e terminou na Sibéria oriental, na União Soviética.
Porém, problemas com a roupa de Leonov prejudicaram o regresso à nave espacial. Ao tentar voltar à cabine, ele descobriu que seu traje tinha inflado e não passava pela pequena escotilha. Ele foi forçado a fazer uma despressurização da roupa para que pudesse pssar novamente pela escotilha da cápsula. Apesar disso, relato contemporâneo diz que ele sempre planejou despressurizar o traje caso não conseguisse retornar de primeira. Depois de entrar no módulo, a escotilha primária não foi fechada completamente. O sistema de controle de ambiente da cápsula fez com que a cabine recebesse oxigênio, criando uma situação perigosa em que poderia ocorrer incêndio na cabine, devido a mistura, em condição normais de pressão, do oxigênio com o nitrogênio.
Durante a reentrada da nave na atmosfera, os retropropulsores falharam. Para resolver a situação, foi acionada manualmente a retrofrenagem. Ainda o módulo de serviço falhou ao se separar do módulo de descida, causando uma seqüência de bruscos giros antes que os cabos que os conectavam fossem desintegrados pelo calor, até que eles finalmente se desconectaram a 100 km de altura.
Os dois cosmonautas aterrissaram no dia 19 de março. O atraso de 46 s nos procedimentos de reentrada fizeram com a Voshkod pousasse 320 km fora do ponto designado para o pouso, perto de um vilarejo nos Montes Urais, na Sibéria. A tripulação passou duas noites num bosque, cercada por lobos e com temperatura abaixo de zero. Uma equipe de resgate teve que abrir uma clareira no bosque para pousar o helicóptero que socorreu Belyayev, Leonov e Volk na manhã seguinte. A missão foi amplamente divulgada pelo mundo com imagens pela televisão, como um grande trunfo do programa espacial soviético. Entretanto, as demais missões da série Voskhod foram canceladas, por terem sido consideradas perigosas.

## Insígnia
A "insígnia", mostra um cosmonauta flutuando no espaço com um cordão umbilical, as estrelas representam os dois tripulantes: Pavel Belyayev e Aleksei Leonov. Porém, essa não foi a insígnia oficial da missão, só tendo sido usada uma "CCCP" em formato de flecha. O design da imagem ao lado veio de um pin comemorando a missão.